# Rudolf Nelson

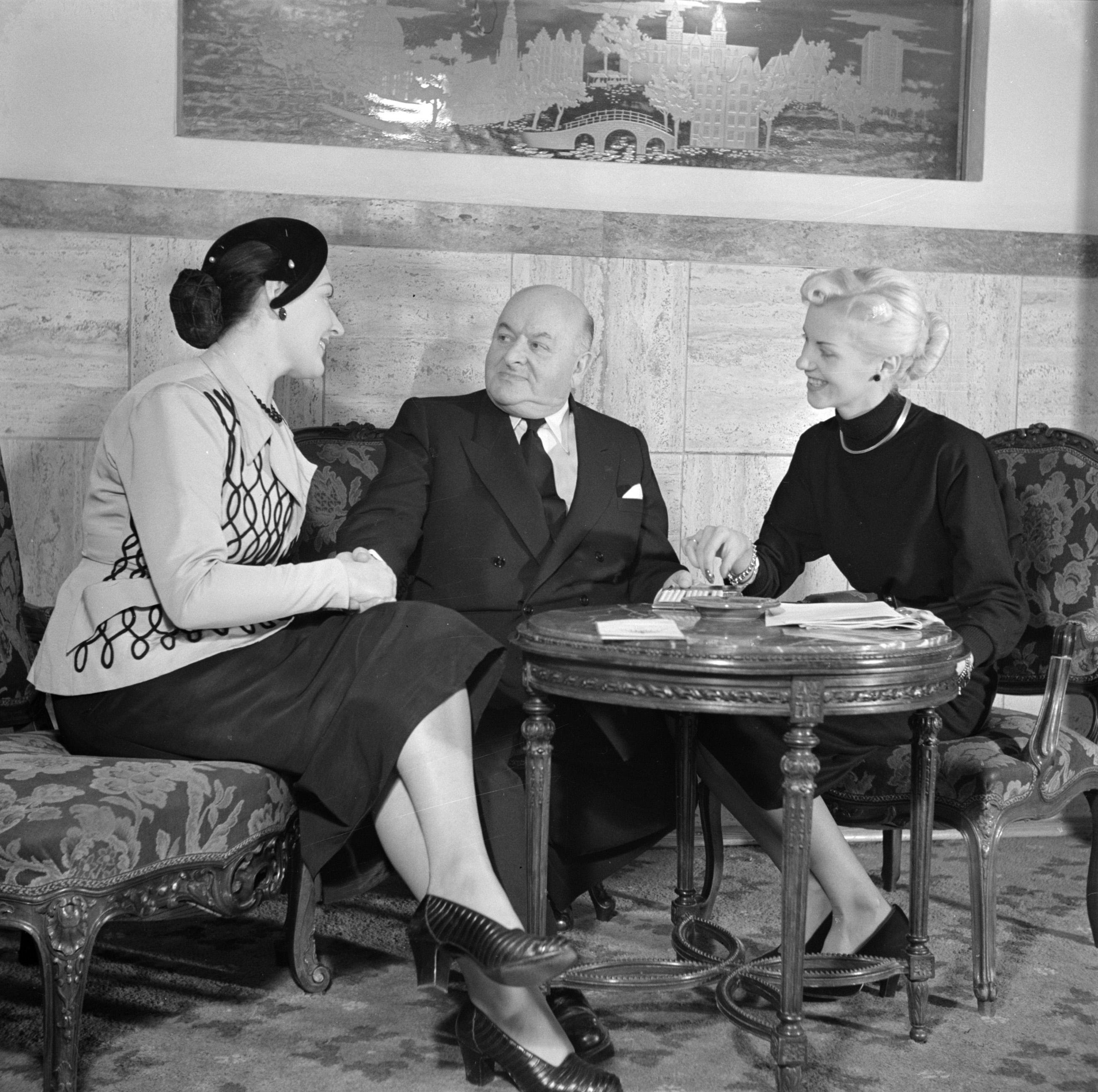
Rudolf Nelson festeggia il 75º compleanno con alcuni ammiratori nella hall dell'Hotel Schiller ad Amsterdam

Rudolf Nelson, nato Rudolf Lewysohn (Berlino, 4 aprile 1878 – Berlino, 5 febbraio 1960), è stato un compositore di canzoni di successo, musica da film, operetta e vaudeville tedesco, nonché fondatore e direttore della Nelson Revue, una significativa troupe di cabaret sulla scena della vita notturna berlinese degli anni trenta del Novecento.

## Biografia

### Primi anni e formazione
Discendente da una povera famiglia ebrea prussiana e cresciuto a Berlino, Nelson iniziò a prendere lezioni di pianoforte in tenera età.
Dopo la scuola secondaria, mentre contemporaneamente si guadagnava da vivere come apprendista e successivamente impiegato, ricevette una borsa di studio da Heinrich von Herzogenberg al Conservatorio Stern.
Nelson si fece notare per la prima volta in questo stesso periodo quando, in un concorso organizzato dal quotidiano Die Woche, gli venne assegnato il primo premio per la migliore composizione di un valzer.

### Carriera

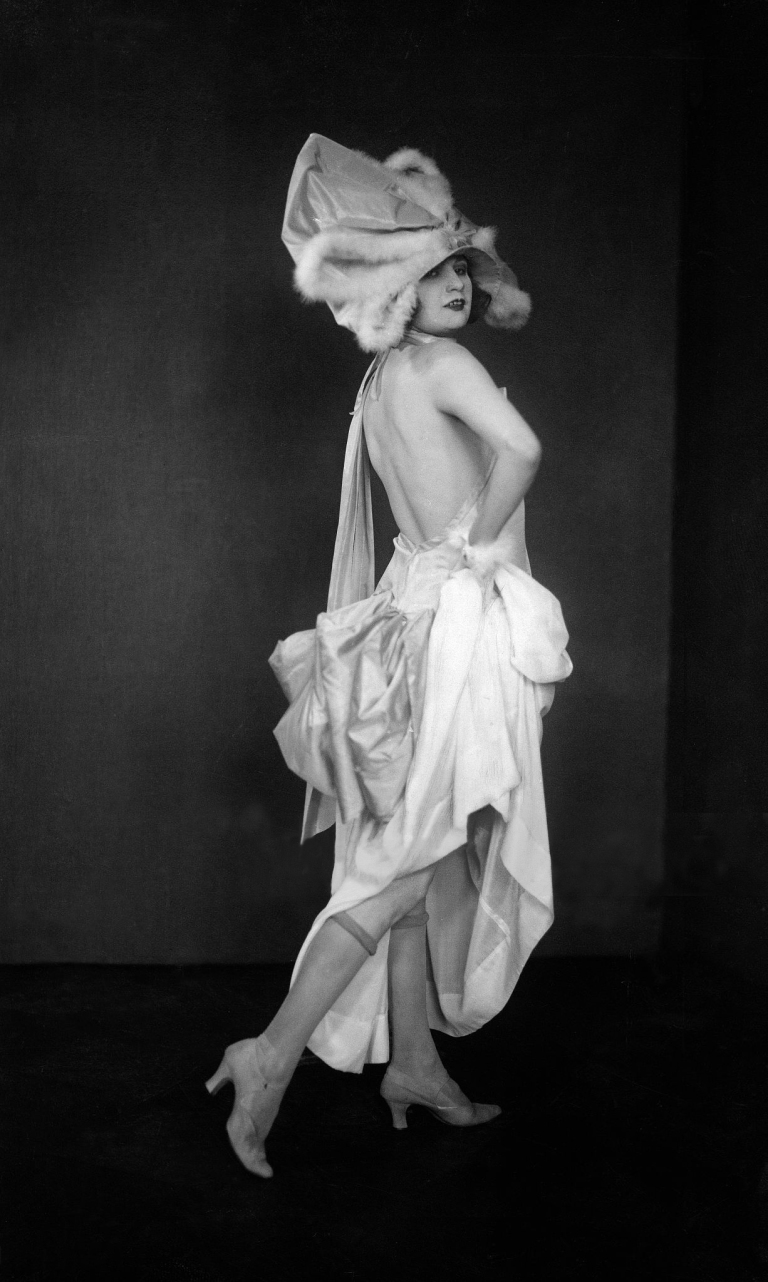
Jenny Steiner nella rivista Die Dame vom Olymp,di Rudolf Nelson, 1923

Ma la vera svolta arrivò quando Nelson scoprì l'Überbrettl, il primo cabaret di Berlino fondato da Ernst von Wolzogen. Ispirato dal genere, iniziò la sua carriera di cabaret al cabaret Roland di Potsdamer Straße, accompagnando le sue composizioni al pianoforte.
Nel 1904, unì le forze con Paul Schneider-Duncker nel famoso Chat Noir su Unter den Linden, il viale più alla moda di Berlino, per poi dirigerlo da solo dal 1907 al 1914. Fu anche qui che Nelson compose il suo successo più famoso, la canzone Das Ladenmädel, e dal 1908 in poi scrisse le sue famose operette, in particolare Miss Dudelsack.
Costretto dai nazisti nel 1933 a fuggire dalla Germania, dopo essersi fermato per apparizioni teatrali a Vienna e Zurigo, Nelson fondò una nuova compagnia teatrale ad Amsterdam, fino a quando dopo l'occupazione tedesca fu internato nel Campo di concentramento di Westerbork. Nelson sopravvisse all'Olocausto e nel 1949 tornò a Berlino dove riaprì la Nelson-Revue-Gastspiel.

### Vita privata
Nel 1910, Nelson diede alla luce un figlio, Herbert. Herbert Nelson sarebbe poi diventato uno dei tanti parolieri collaborativi, una lista che includeva Kurt Tucholsky e Friedrich Hollander.
Nel 1920 Nelson sposò la cantante Käthe Erlholz e nello stesso anno aprì il Nelson-Theater sul Kurfürstendamm (associato al ristorante Sans Soucis). Le riviste da lui rappresentate qui sono leggendarie e presentano numerose star dell'epoca, tra cui nomi come Josephine Baker, apparsa il 14 gennaio 1926, i Weintraubs Syncopators e il comico Max Ehrlich. Durante questi anni Nelson compose anche riviste per il famoso Metropol-Theater di Berlino nell’Admiralspalast.

## Lavori

### Riviste
- Chauffeur ins Metropol!
- Hoheit amüsiert sich
- Wenn die Nacht beginnt
- Karussell
- Seifenblasen
- Was träumt Berlin?
- Die Peruanerin
- Halloh, halloh
- Zwölf Monate
- Total Manoli
- Bitte zahlen!
- Wir stehn verkehrt
- Confetti
- Madame Revue
- Es geht schon besser
- Die Nacht der Nächte
- Du u. ich
- Die Lichter v. Berlin
- Quick
- Der rote Faden
- Glück muß man haben
- Es hat geklingelt
- Etwas für Sie
- Rudolf Nelson erzählt

### Operette
- Miss Dudelsack; libretto di Fritz Grünbaum e Heinz Reichert
- Der Damenkrieg
- Incognito
- New York-Berlin
- Die Damen vom Olymp
- Die tanzenden Fräuleins

## Premi
- 1953: Ordine al merito di Germania
- 1959: Paul Lincke-Ring, un premio biennale per la composizione di musica leggera